# Đinh Hữu Phượng
Đinh Hữu Phượng là Thiếu tướng Công an nhân dân Việt Nam. Ông từng giữ chức vụ Phó Tổng cục trưởng Tổng cục Xây dựng lực lượng Công an nhân dân, Bộ Công an (nay là Tổng cục Chính trị, Bộ Công an (Việt Nam)).

## Tiểu sử
Ông từng là Phó Bí thư Đoàn Thanh niên Cộng sản Hồ Chí Minh Bộ Công an Việt Nam.
Tháng 10 năm 2006, ông là Đại tá Công an nhân dân, Phó Tổng cục trưởng Tổng cục Xây dựng lực lượng Công an nhân dân, Bộ Công an.
Ngày 25 tháng 4 năm 2007, Đinh Hữu Phượng được Thủ tướng Nguyễn Tấn Dũng thăng quân hàm từ Đại tá lên Thiếu tướng Công an nhân dân Việt Nam (quyết định số 498/QĐ-TTg). Lúc này ông đang giữ chức vụ Phó Tổng cục trưởng Tổng cục Xây dựng lực lượng Công an nhân dân, Bộ Công an.
Cho đến tháng 9 năm 2011, ông vẫn là Thiếu tướng Công an nhân dân Việt Nam, Phó Tổng cục trưởng Tổng cục Xây dựng lực lượng Công an nhân dân, Bộ Công an.
Ông tiếp tục nắm giữ chức vụ này đến trước tháng 11 năm 2012.

## Phong tặng

### Lịch sử thụ phong quân hàm
- Đại tá Công an nhân dân Việt Nam
- Thiếu tướng Công an nhân dân Việt Nam (thụ phong 25 tháng 4 năm 2007)